# Ethelurgus nigriventris
Ethelurgus nigriventris är en stekelart som beskrevs av Henry Keith Townes, Jr. 1983. Ethelurgus nigriventris ingår i släktet Ethelurgus och familjen brokparasitsteklar. Inga underarter finns listade i Catalogue of Life.